# Palmarejo (Praia)

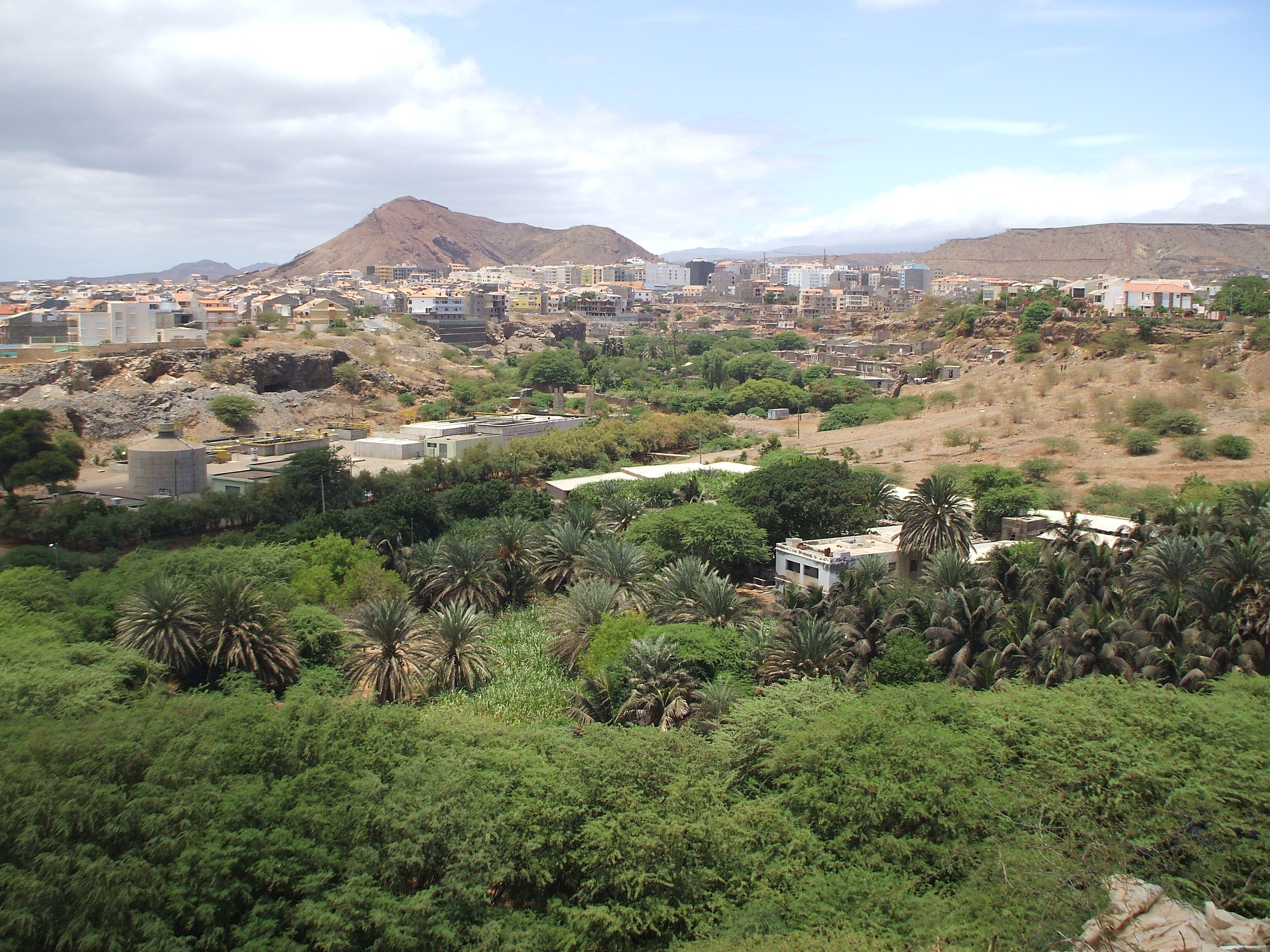
Blick auf Palmarejo und Monte Vermelho.

Palmarejo ist ein Stadtteil der Stadt Praia auf der Insel Santiago in Kap Verde. 2010 hatte das Viertel 12.037 Einwohne. Es erstreckt sich südwestlich des Stadtzentrums. Umliegende Stadtviertel sind Tira Chapéu im Norden, Achada Santo António im Osten, Quebra Canela im Südosten, Cidadela im Westen und Palmarejo Grande im Nordwesten. Im Nordwesten erhebt sich auch der Monte Vermelho.

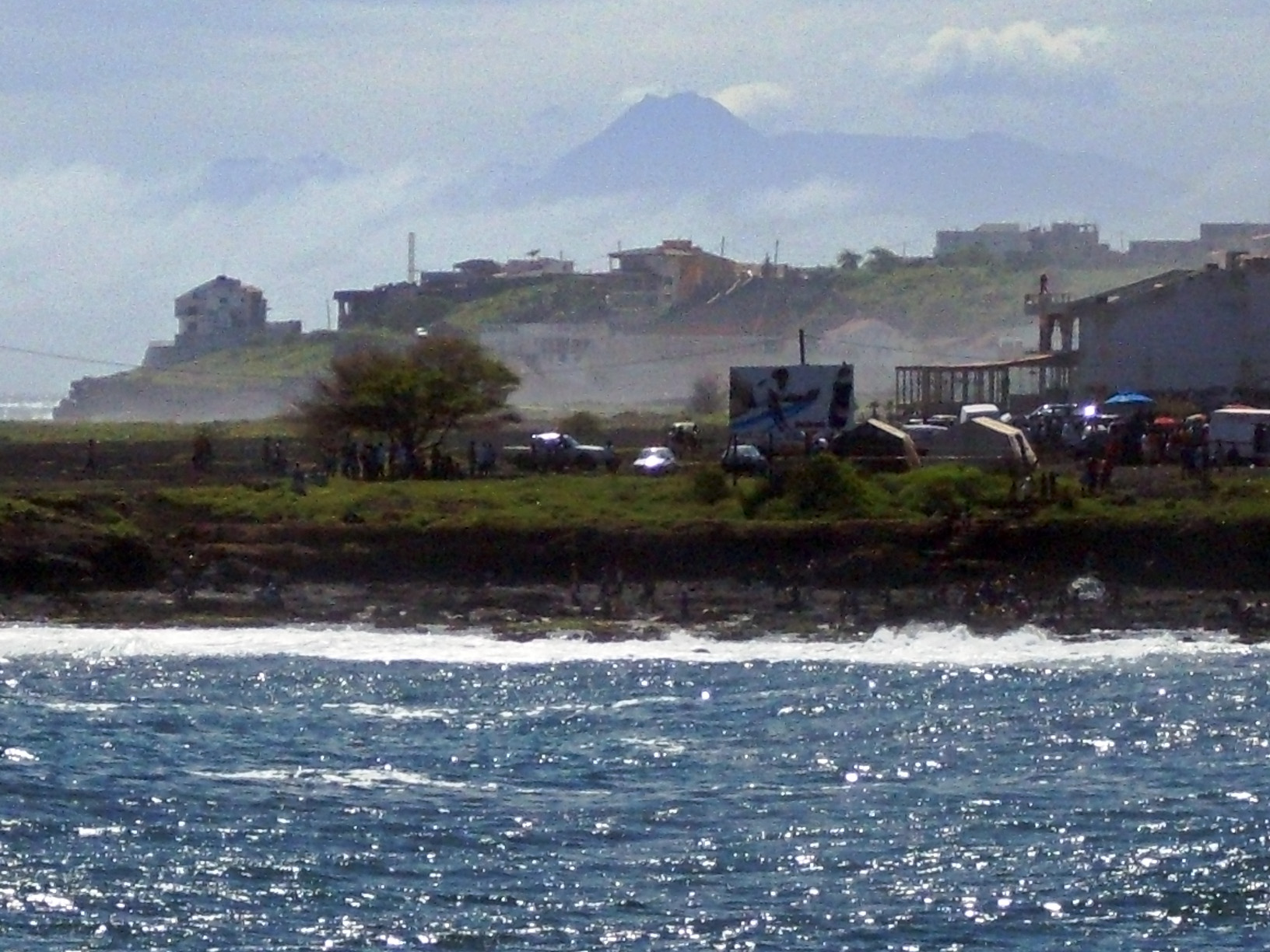
Palmarejo von Quebra Canela mit Blick auf die Insel Fogo
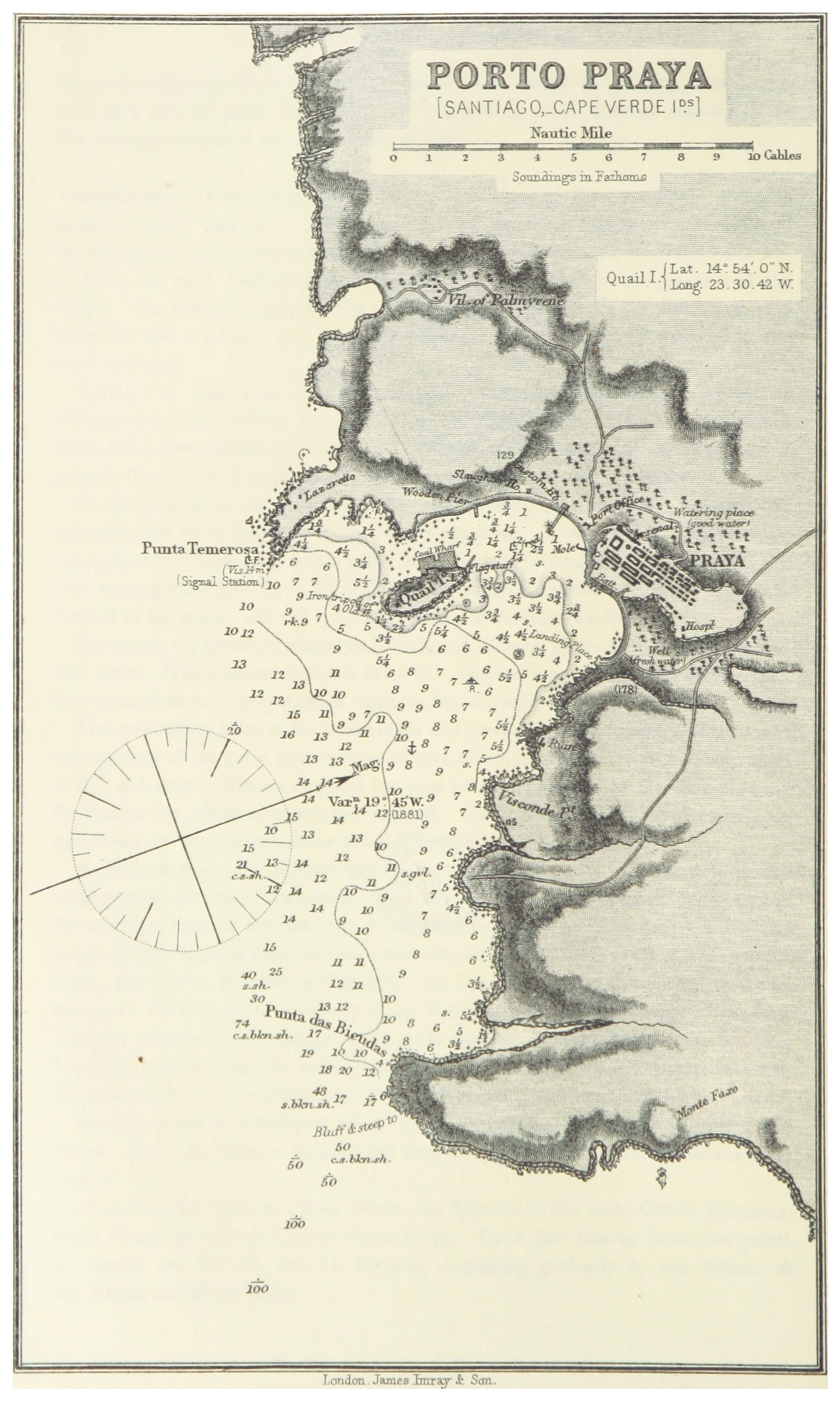
Karte von Porto Praia aus dem Jahr 1884, Palmarejo (geschrieben: Palmyrene) oben